# Shiri Artstein
Shiri Artstein-Avidan (hébreu : שירי ארטשטיין-אבידן, née le 28 septembre 1978) est une mathématicienne et universitaire israélienne, lauréate en 2015 du prix Erdős. Elle est spécialisée dans la géométrie convexe (en) et l'analyse géométrique asymptotique et elle est professeure de mathématiques à l'université de Tel Aviv.

## Formation et carrière
Shiri Artstein est née à Jérusalem, fille du mathématicien Zvi Artstein. Elle est diplômée en mathématiques summa cum laude de l'université de Tel Aviv en 2000. Elle réalise ensuite un doctorat en 2004, sous la supervision de Vitali Milman, avec une thèse sur les méthodes d'entropie dans cette même université,. Elle fait un postdoctorat Veblen en mathématiques à l'université de Princeton et à l'Institute for Advanced Study de 2004 à 2006, avant de revenir comme membre du corps professoral de l'université de Tel Aviv depuis cette date.

## Activités de recherche
En collaboration avec Keith M. Ball (en), Franck Barthe et Assaf Naor, elle résout le problème de Shannon sur la monotonie de l'entropie de sommes de variables aléatoires.

## Prix et distinctions
Shiri Artstein remporte en 2006 le prix Haïm Nessyahu qui récompense chaque année une publication de mathématiques, décerné par l'Union mathématique israélienne. En 2008, elle remporte le prix Krill d'excellence en recherche scientifique, de la Fondation Wolf. En 2015, elle est lauréate du prix Anna et Lajos Erdős en mathématiques, pour récompenser la « solution du problème de longue date de Shannon sur la monotonie de l'entropie (avec K. Ball, F. Barthe et A. Naor), un développement profond et inattendu du concept de dualité, la transformation de Legendre et Fourier du point de vue axiomatique (avec V. Milman), la découverte d'un lien étonnant entre la conjecture de Mahler dans la théorie de la convexité et une inégalité de type isopérimétrique impliquant des capacités symplectiques (avec R. Karasev et Y. Ostrover) ».

## Publications
Avec Milman et Apostolos Giannopoulos, Artstein est la co-auteure du livre Asymptotic Geometric Analysis, Part I (Mathematical Surveys and Monographs 202, American Mathematical Society, 2015).
Ses publications de recherche comprennent :
- (en) Shiri Artstein, Keith M. Ball, Franck Barthe et Assaf Naor, « Solution of Shannon's problem on the monotonicity of entropy », Journal of the American Mathematical Society, vol. 17, no 4,‎ 2004, p. 975–982 (DOI 10.1090/S0894-0347-04-00459-X, MR 2083473).
- (en) S. Artstein, V. Milman et SJ Szarek, « Duality of metric entropy », Annals of Mathematics, Second Series,‎ 2004, p. 1313–1328 (DOI 10.4007/annals.2004.159.1313, MR 2113023).
- (en) S. Artstein-Avidan, B. Klartag et V. Milman, « The Santaló point of a function, and a functional form of the Santaló inequality », Mathematika, vol. 51, nos 1–2,‎ 2004, p. 33–48 (DOI 10.1112/S0025579300015497, MR 2220210).
- (en) Shiri Artstein-Avidan et Vitali Milman, « The concept of duality in convex analysis, and the characterization of the Legendre transform », Annals of Mathematics, Second Series, vol. 169, no 2,‎ 2009, p. 661–674 (DOI 10.4007/annals.2009.169.661, MR 2480615).
- (en) Shiri Artstein-Avidan, Karasev et Yaron Ostrover, « From symplectic measurements to the Mahler conjecture », Duke Mathematical Journal, vol. 163, no 11,‎ 2014, p. 2003-2022 (DOI 10.1215/00127094-2794999, MR 3263026)(arXiv : 1303.4197).